# Дункан, Сэнди
Сэнди Дункан (англ. Sandy Duncan; род. 20 февраля 1946, Хендерсон, Техас) — американская актриса, певица и танцовщица, известная по выступлениям на бродвейской сцене, в том числе и в мюзикле «Питер Пэн». На телевидении она известна по роли в ситкоме «Семья Хоган».

## Награды и номинации
- «Эмми»
  - 1972 — Премия «Эмми» за лучшую женскую роль в комедийном телесериале — «Шоу Сэнди Дункан» (номинация)
  - 1977 — Премия «Эмми» за лучшую женскую роль второго плана в мини-сериале или фильме — «Корни» (номинация)

«Золотой глобус»
  - 1972 — Премия «Золотой глобус» за лучшую женскую роль — комедия или мюзикл — «Девушка, усыпанная звёздами» (номинация)
  - 1972 — Лучший актёрский дебют в женской роли — «Утка за миллион долларов» (номинация)

«Тони»
  - 1969 — Премия «Тони» за лучшую женскую роль второго плана в мюзикле — Canterbury Tales (номинация)
  - 1971 — Премия «Тони» за лучшую женскую роль в мюзикле — The Boy Friend (номинация)
  - 1980 — Премия «Тони» за лучшую женскую роль в мюзикле — Peter Pan (номинация)

«Драма Деск»
  - 1971 — Премия «Драма Деск» за лучшую женскую роль — The Boy Friend
  - 1980 — Премия «Драма Деск» за лучшую женскую роль — Peter Pan (номинация)